# Fallen Angel of Doom
Fallen Angel of Doom – pierwszy album studyjny kanadyjskiego zespołu Blasphemy. Wydany w 1990 roku.

## Lista utworów
1. "Winds of the Black Gods" - (Intro) - 01:20
2. "Fallen Angel of Doom" - 03:40
3. "Hoarding of Evil Vengeance" - 02:22
4. "Darkness Prevails" - 03:32
5. "Desecration" - 02:27
6. "Ritual" - 03:18
7. "Weltering in Blood" - 02:27
8. "Demoniac" - 02:45
9. "Goddess of Perversity" - 04:28
10. "The Desolate One" (Outro) - 03:53

## Twórcy
- Bestial Saviour Of The Undead Legions - gitara basowa
- Nocturnal Grave Desecrator And Black Winds - śpiew
- Caller Of The Storms - gitara prowadząca
- Three Black Hearts Of Damnation And Impurity - perkusja
- Deathlord Of Abomination And War Apocalypse - gitara